# Observatoire de Chilbolton
L’observatoire de Chilbolton est une installation de recherche en sciences de l'atmosphère et propagation des ondes radio située en bordure du village de Chilbolton près de Stockbridge dans le Hampshire, en Angleterre. Les installations sont gérées par l'Unité de recherche sur les radiocommunications  du Laboratoire Rutherford Appleton et font partie du Science and Technology Facilities Council (STFC).
Depuis 2007, les instruments de l'observatoire comprennent : un radar météorologique Doppler de bande S appelé CAMRa (Chilbolton Advanced Meteorological Radar pour radar météorologique avancé de Chilbolton), un radar en air clair de bande L, un radar bistatique de nébulosité de bande W, un lidar Raman UV, des radiomètres à bande Ka multiples et des pluviomètres. L'observatoire accueille également la station LOFAR du Royaume-Uni.

## Histoire
La construction de l'observatoire de Chilbolton a débuté en 1963. Il a été construit en partie sur le site de la base aérienne désaffectée en 1946 de la RAF à Chilbolton pour servir comme site d'un radiotélescope en bande Ku. Plusieurs sites dans le sud-est de l'Angleterre furent considérés mais le site de Chilbolton, en bordure de la plateau de Salisbury, offrait une excellente visibilité horizontale et son éloignement relatif par rapport aux routes principales donnait un minimum d'interférences aux signaux radar par le passage de voitures.
L'installation fut mise en servie en avril 1967 mais après seulement quelques mois après celle-ci, le roulement azimutal de l'antenne a subi une défaillance catastrophique. La General Electric Company effectua les réparations au roulement et conçut un système pour remplacer la pièce défectueuse tout en laissant l'antenne de 400 tonnes en place.
L'antenne de 25 mètres de diamètre sert maintenant à un radar météorologique de bandes S et L.

## Instruments
L'observatoire de Chilbolton abrite le plus grand radar météorologique entièrement orientable au monde, d'autres radars, lidars, radiomètres et des instruments météorologiques de surface. Elle utilise également l'antenne de 25 mètres du radar météorologique et des antennes de 4,5 et 6,1 m pour suivre et caractériser les satellites en orbite terrestre, en conjonction avec d'autres antennes au laboratoire Rutherford Appleton. Depuis 2010, l'observatoire de Chilbolton abrite finalement une composante du radiotélescope européen LOw Frequency ARray (LOFAR).

### CAMRa
Le radar météorologique avancé de Chilbolton (CAMRa) est le plus grand radar météorologique entièrement orientable au monde. L'antenne de 25 mètres de diamètre émet une onde porteuse de longueur d'onde de 3 GHz (bande S) ce qui lui confère un faisceau extrêmement étroit de seulement 0,25 degré d'ouverture, la valeur avec des antennes comme celle du réseau NEXRAD américain est de l'ordre du degré. CAMRa fut amélioré plusieurs fois pour mesurer de nouveaux paramètres. La majeure partie du financement du radar provient de l'ancienne agence de radiocommunications britannique, devenue OfCom, et il est utilisé pour développer et tester des modèles de propagation pour la conception de systèmes de communications terrestres et par satellite. En effet, la pluie peut provoquer une diminution significative des ondes millimétriques alors que les cristaux de glace n'ont que peu d'effet ou pas d'effet.
Il possède une capacité de double polarisation depuis les années 1970 pour transmettre et recevoir des impulsions polarisées horizontalement et verticalement. Cela permet de déterminer la forme et l'orientation des précipitations, leur type et l'atténuation du signal. Ce dernier est également analysé pour le décalage Doppler, ce qui permet d'obtenir la composante radiale d'un champ de vent.
Dans les années 1980, le CAMRa fut profondément remanié pour mesurer les retours inter-polaires, c'est-à-dire la réception simultanée des ondes provenant d'un axe de polarisation par le récepteur de l'autre polarisation. Ce paramètre est sensible à la forme des particules, à la constante diélectrique et à l'orientation par rapport au plan de polarisation du radar ce qui permet de déterminer le type de précipitations. Une amélioration supplémentaire fut entrepris en 1992-3 permettant d'enregistrer la phase différentielle.

### Radars millimétriques de nébulosité
Le radar millimétrique de nébulosité Copernicus de 35 GHz (longueur d'onde de 9 mm) est un radar Doppler à compression d'impulsions et à double polarisation entièrement cohérent. Il est installé sur un piédestal fixe au sol avec une antenne parabolique de 2,4 m.
Le radar est conçu pour compléter le radar Galileo de 94 GHz (3 mm) pour l'observation de la microphysique des nuages et de leur climatologie. Les deux radars fournissent la mesure en temps réel tous des données qui peuvent être consultés sur le site internet de Chilbolton.
Les radars de nuages à ondes millimétriques exploitent le fait que l'intensité d'écho de la diffusion Rayleigh augmente avec l'inverse de la quatrième puissance de la longueur d'onde dans le spectre d'absorption atmosphérique à 35 et 94 GHz. Leur exploitation en parallèle permet des observations à une double longueur d'onde permettant de déterminer la teneur en eau liquide et la teneur en eau surfondue des nuages en utilisant la valeur différentielle des paramètres entre leurs échos.
En effet, la teneur en eau liquide peut être calculée en exploitant le fait que l'atténuation par l'eau liquide dans les nuages dépend de la fréquence. Ainsi, le radar à plus courte longueur d'onde (94 GHz) est sensible à une petite quantité de diffusion de Mie provenant des plus grandes particules de nuages alors que la rétrodiffusion à 35 GHz est largement due au mécanisme Rayleigh ce qui permet de fournir une mesure de la taille des particules diffusantes. Avec les mesures de la réflectivité radar, cela permet de dériver la teneur en eau glacée dans les cirrus.

### Récepteurs satellites
Quatre antennes réceptrices de satellites sont positionnées sur deux sites dans le cadre du groupe de recherche RAL. Le laboratoire Rutherford Appleton, à Harwell, a des antennes de 2,4 et 12 m, celui de Chilbolton utilise des antennes de 4,5 et 6,1 m en plus de celle du CAMRa. Les deux sites sont séparés de 40 km assurant ainsi une redondance opérationnelle. Elles sont utilisées pour la réception des signaux de satellites et la télémétrie des objets dans l'orbite terrestre.

### Station LOFAR

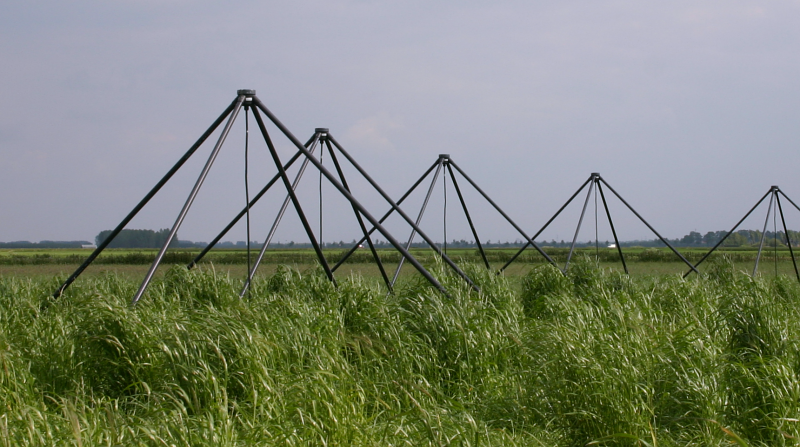
Antennes-types de LOFAR.

Pour réaliser des relevés radio du ciel avec une résolution adéquate, les antennes LOFAR sont disposées en grappes (stations) réparties sur une zone de plus de 1 000 km de diamètre. La station de Chilbolton, compte 96 antennes à haute fréquence et 96 autres à basse fréquences et un total de 96 unités de réception numérique (RCU). Ces antennes captent les courtes longueurs d'onde radio. Elles reçoivent les ondes des rayonnements émis par les gaz froids entourant la formation des planètes, des exoplanètes, des étoiles et des galaxies. Les signaux radios collectés sont envoyés par fibre optique vers un superordinateur situé à Groningue (Pays-Bas) et qui calcule l'ensemble des données d'interférométrie envoyées par l'ensemble des stations.